# Желтоспинный цветной трупиал
Желтоспинный цветной трупиал (лат. Icterus chrysater) — вид воробьиных птиц из семейства трупиаловых.

## Распространение
Обитают в Белизе, Колумбии, Сальвадоре, Гватемале, Гондурасе, Мексике, Никарагуа, Панаме и Венесуэле.

## Описание
Длина тела от клюва до хвоста в среднем 21,5 см. Тело жёлто-чёрное. При этом взрослые самцы окрашены в эти цвета контрастно, а у самок жёлтые части тела несколько зеленоваты.

## Биология
Эти птицы моногамны. Они насекомоядны, но также дополняют свой рацион бананами и пьют нектар бальсы (Ochroma pyramidale) и Heliconia.

## Охранный статус
МСОП присвоил виду охранный статус LC.